# Fadil Novalić
Fadil Novalić, né le 25 septembre 1959 à Gradačac, est un homme d'État bosnien. Il est Premier ministre de la fédération de Bosnie-et-Herzégovine de 2015 à 2023.

## Biographie
Fadil Novalić est diplômé de l'université de Sarajevo en 1983.
À la suite des élections législatives de 2014, il est désigné Premier ministre de la fédération de Bosnie-et-Herzégovine en mars 2015.